# Павел Юрашек
Павел Юрашек (пол. Paweł Juraszek, 8 жовтня 1994) — польський плавець.
Учасник Олімпійських Ігор 2016 року.
Призер Чемпіонату Європи з плавання на короткій воді 2017, 2019 років.